# Podmorje kod Rabca
Podmorje kod Rabca este o arie protejată (sit de importanță comunitară — SCI) din Croația întinsă pe o suprafață de 22,78 ha, integral marine.

## Localizare
Centrul sitului Podmorje kod Rabca este situat la coordonatele 45°04′47″N 14°10′36″E / 45.079624°N 14.176656°E.

## Înființare
Situl Podmorje kod Rabca a fost declarat sit de importanță comunitară în iulie 2013 pentru a proteja un număr necunoscut de specii din flora spontană și fauna sălbatică aflate în arealul zonei.

## Biodiversitate
Situată în ecoregiunea marină mediteraneană, aria protejată conține 2 habitate naturale: Bancuri de nisip acoperite în permanență slab de apă marină, Recifuri.
La baza desemnării sitului se află un număr nedeclarat de specii protejate.